# 樱井奖
樱井奖（英語：Sakurai Prize），全称“樱井純理论粒子物理学奖”（英語：Jun John Sakurai Prize for Theoretical Particle Physics），是一项旨在表彰粒子物理领域杰出成就的荣誉。樱井奖于1984年由樱井纯的家人和朋友出资设立，以纪念这位粒子物理学家。该奖项由美国物理学会评选，在每年4月份的美国物理学会会议上正式颁发。

## 历年获奖者[2]
- 1985年：益川敏英、小林诚

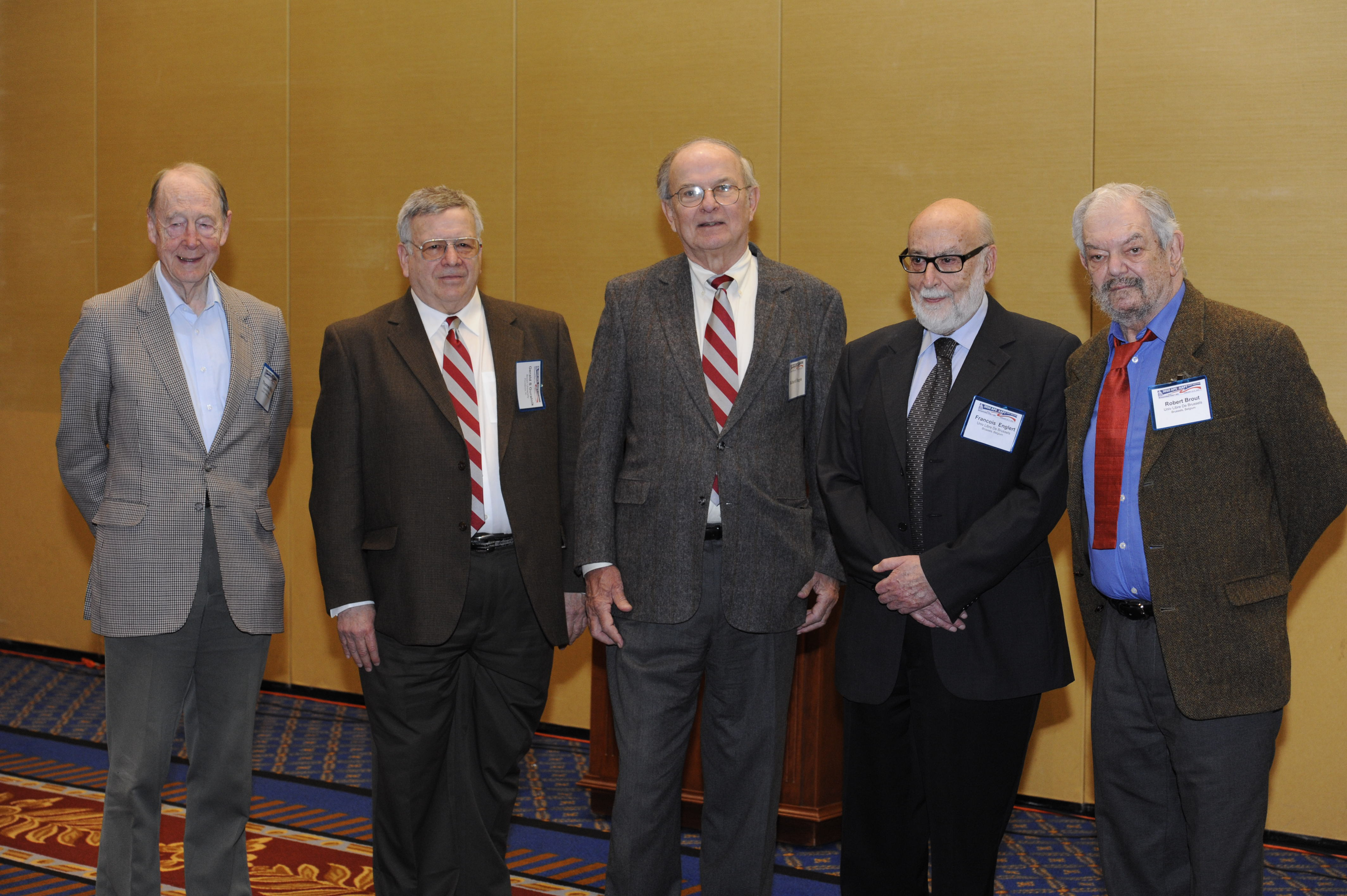
2010年得主卡爾·哈庚、弗朗索瓦·恩格勒、傑拉德·古拉尼、羅伯特·布繞特、湯姆·基博爾

- 1986年：戴维·格娄斯、休·波利策、弗朗克·韦尔切克
- 1987年：盧西恩·梅安尼、約翰·李爾普羅斯
- 1988年：史蒂文·阿德勒
- 1989年：尼古拉·卡比博
- 1990年：木下东一郎（日语：木下東一郎）
- 1991年：弗拉基米尔·格里波夫（英语：Vladimir Gribov）
- 1992年：林肯·沃芬斯坦
- 1993年：玛丽·K·吉拉德（德语：Mary Gaillard）
- 1994年：南部阳一郎
- 1995年：哈沃德·乔吉
- 1996年：威廉·A·巴丁
- 1997年：托马斯·阿佩尔奎斯特（英语：Thomas Appelquist）
- 1998年：伦纳德·萨斯坎德
- 1999年：米哈伊尔·希夫曼（英语：Mikhail Shifman）、阿尔卡季·魏因施泰因、瓦伦丁·扎哈罗夫（英语：Valentin Zakharov）
- 2000年：柯蒂斯·卡伦
- 2001年：内森·伊斯古尔（英语：Nathan Isgur）、米哈伊尔·沃洛申（英语：Mikhail Voloshin）、马克·B·怀斯（英语：Mark B. Wise）
- 2002年：威廉·马西亚诺（英语：William Marciano）、阿尔贝托·瑟林（英语：Alberto Sirlin）
- 2003年：阿尔弗雷德·穆勒（英语：Alfred Mueller）、乔治·斯特曼（英语：George Sterman）
- 2004年：伊卡洛斯·比吉（英语：Ikaros Bigi）、三田一郎
- 2005年：大久保进
- 2006年：萨瓦斯·季莫普洛斯
- 2007年：史坦利·布羅茨基（德语：Stanley Brodsky）
- 2008年：阿里克谢·Y·斯米尔诺夫（英语：Alexei Yuryevich Smirnov）、斯坦尼斯拉夫·米赫耶夫（英语：Stanislav Mikheyev）
- 2009年: 戴维森·E·索珀（英语：Davison Soper）、约翰·C·柯林斯（英语：John C. Collins）、理查德·基思·埃利斯（英语：Richard Keith Ellis）
- 2010年: 卡爾·哈庚、弗朗索瓦·恩格勒、傑拉德·古拉尼、彼得·希格斯、羅伯特·布繞特、湯姆·基博爾
- 2011年: 克里斯·奎格（英语：Chris Quigg）、伊斯蒂亚·伊希滕（英语：Estia J. Eichten）、伊恩·辛克利夫（英语：Ian Hinchliffe）、肯尼斯·蓮恩（英语：Kenneth Lane (physicist)）
- 2012年: 吉多·阿尔塔利利（英语：Guido Altarelli）、托比昂·索斯特兰（英语：Torbjörn Sjöstrand）、布莱恩·韦伯（英语：Bryan Webber）
- 2013年: 罗伯托·佩奇（英语：Roberto Peccei）、海倫·奎恩
- 2014年: 兹维·伯恩（英语：Zvi Bern）、兰斯·J·狄克逊（英语：Lance J. Dixon）、戴维·A·科索尔(david a kosher)
- 2015年: 喬治·茨威格
- 2016年: G .彼得·勒佩奇（英语：G. Peter Lepage）
- 2017年: 戈登·L·凯恩（英语：Gordon L. Kane）、霍华德·E·哈伯（英语：Howard E. Haber）、杰克·F·格尼翁（英语：Jack F. Gunion）、萨莉·道森（英语：Sally Dawson）
- 2018年: 安·尼尔森（英语：Ann Nelson）、迈克尔·戴恩
- 2019年: 丽莎·蓝道尔、拉曼·孙德鲁姆（英语：Raman Sundrum）
- 2020年: 弗农·巴格尔（英语：Vernon Barger）
- 2021年: 安·尼尔森（英语：Ann Nelson）
- 2022年: 尼马·阿尔卡尼-哈米德
- 2023年: 海因里希·洛伊特維勒